# Siarrouy

Siarrouy este o comună în departamentul Hautes-Pyrénées din sudul Franței. În 2009 avea o populație de 417 de locuitori.

## Evoluția populației
| An        | 1975 | 1982 | 1990 | 1999 | 2006 | 2009 |
| --------- | ---- | ---- | ---- | ---- | ---- | ---- |
| Populație | 237  | 325  | 406  | 387  | 440  | 417  |